# Turnagra
Turnagra is een geslacht van uitgestorven zangvogels uit de familie van de wielewalen en vijgvogels (Oriolidae). De wetenschappelijke naam werd gepubliceerd in 1837 door Lesson.

## Soorten
De volgende soorten zijn bij het geslacht ingedeeld:
- † Turnagra capensis (Sparrman, 1787) – Zuidereilandpiopio
- † Turnagra tanagra Schlegel, 1866 – Noordereilandpiopio